# Atletica leggera ai Giochi della XIV Olimpiade - Marcia 50 km
La competizione della marcia 50 km di atletica leggera ai Giochi della XIV Olimpiade si è disputata il giorno  31 luglio 1948 con partenza e arrivo allo Stadio di Wembley a Londra.

## Classifica finale
| Pos.    | Atleta              | Nazione       | Tempo    |
| ------- | ------------------- | ------------- | -------- |
| Oro     | John Ljunggren      | Svezia        | 4h41'52" |
| Argento | Gaston Godel        | Svizzera      | 4h48'17" |
| Bronzo  | Tebbs Lloyd Johnson | Gran Bretagna | 4h48'31" |
| 4       | Edgar Bruun         | Norvegia      | 4h53'18" |
| 5       | Herbert Martineau   | Gran Bretagna | 4h53'58" |
| 6       | Rune Bjurström      | Svezia        | 4h56'43" |
| 7       | Pierre Mazille      | Francia       | 5h01'40" |
| 8       | Claude Hubert       | Francia       | 5h03'12" |
| 9       | Enrique Villaplana  | Spagna        | 5h03'31" |
| 10      | Tage Jönsson        | Svezia        | 5h05'08" |
| 11      | Henri Caron         | Francia       | 5h08'15" |
| 12      | Ernie Crosbie       | Stati Uniti   | 5h15'16" |
| 13      | Sándor László       | Ungheria      | 5h16'30" |
| 14      | Salvatore Cascino   | Italia        | 5h20'03" |
| 15      | John Deni           | Stati Uniti   | 5h28'33" |
| 16      | Adolf Weinacker     | Stati Uniti   | 5h30'14" |
| -       | Francesco Pretti    | Italia        | Ritirato |
| -       | Rex Whitlock        | Gran Bretagna | Rit.     |
| -       | Gerhard Winther     | Norvegia      | Rit.     |
| -       | Per Olav Baarnaas   | Norvegia      | Rit.     |
| -       | Sadhu Singh         | India         | Rit.     |
| -       | Sixto Ibáñez        | Argentina     | Rit.     |
| -       | Valentino Bertolini | Italia        | Rit.     |